# Butterfly (Mariah Carey-dal)
A Butterfly Mariah Carey amerikai énekesnő második kislemeze hetedik, Butterfly című albumáról. A dalt Carey és Walter Afanasieff írták. A dal egy lassú, pop és gospelstílusú szám, bár Carey eredetileg house stílusúnak képzelte el (az eredeti elképzelésből végül a dal egy remixe, a Fly Away (Butterfly Reprise) lett), mikor azonban ráébredt, mennyire személyesre sikerült a szöveg, inkább egy lassú számot írt belőle Walter Afanasieff-fel.

## Fogadtatása
A dal az album második kislemezeként jelent meg az Egyesült Királyságban, az USA-ban azonban nem adták ki kislemezen, és ezért a Billboard Hot 100 slágerlistára nem került fel (a rádiós játszásokon alapuló listákon azonban sikerült mérsékelt sikert aratnia, a Hot 100 Airplayen a 16. helyig jutott). Az Egyesült Királyságban a 22., Ausztráliában a 27. helyre került a slágerlistán, Francia- és Németországban nem került be a Top 40-be.
A Butterflyt 1998-ban Grammy-díjra jelölték a legjobb, női előadó által énekelt dal kategóriában, a díjat azonban végül Sarah McLachlan nyerte el Building a Mystery című dalával.

## Videóklip
A dal klipjét Carey együtt rendezte Daniel Pearllel, és a Baby Doll című Tennessee Williams-színmű, valamint Carey egy álma ihlette. A klip elején egy férfit mutatnak, aki elhagyja Carey házát, később pedig az énekesnőt mutatják, amint egy erdőben és lovak közt sétál. A klip összhangban van a dal szövegével.

## Remixek
David Morales több remixet is készített a dalhoz, a Fly Awayt és több változatát: a hosszabb Fly Away Club Mixet és a Def 'B' Fly Mixet. A Fly Away (Butterfly Reprise) a huszadik helyre jutott a Billboard Hot Dance Music/Club Play slágerlistán. Egy rövidebb változata szerepel az albumon.
A Butterflyhez készült latin-amerikai stílusú remixek, melyekre a flamenco- és salsazene is hatással volt, Meme készítette, és csak promóciós lemezen elérhetőek.

### Hivatalos remixek listája
| - Butterfly (Classic Bossa Nova) - Butterfly (Instrumental) - Butterfly (Meme Club Radio) - Butterfly (Meme's Extended Club Mix) - Butterfly (Meme's Extended Club Mix - Part 1&2) - Butterfly (Meme's Latin Beats) - Butterfly (Radio Instrumental) | - Butterfly (Sambatterfly) - Butterfly (Sambatterfly Edit) - Butterfly (Sambatterfly For Clubbers) - Butterfly (TV Track) - Butterfly (TV Track Short) - Fly Away (Butterfly Reprise) - Fly Away (Butterfly Reprise) (Fly Away Club Mix) - Fly Away (Butterfly Reprise) (Def 'B' Fly Mix) |

## Változatok
| CD maxi kislemez (Ausztria) Kazetta (Ausztrália) 1. Butterfly 2. Fly Away (Butterfly Reprise) 3. Fly Away (Butterfly Reprise) (Fly Away Club Mix) 4. Fly Away (Butterfly Reprise) (Def 'B' Fly Mix) 5. Honey (Morales Dub) CD maxi kislemez (Ausztria) 1. Butterfly (Album version) 2. Fly Away (Butterfly Reprise) (Album Version) 3. Fly Away (Butterfly Reprise) (Fly Away Club Mix) 4. The Roof (Remix with Mobb Deep) CD maxi kislemez (Ausztria, Dél-Afrika) 1. Butterfly 2. Fly Away (Butterfly Reprise) 3. Fly Away (Butterfly Reprise) (Fly Away Club Mix) 4. Fly Away (Butterfly Reprise) (Def 'B' Fly Mix) | CD maxi kislemez (Ausztria) 1. Butterfly 2. One Sweet Day (Live) 3. Hero (Spanish version) 4. Without You CD kislemez (Ausztria) Kazetta (Egyesült Királyság) 1. Butterfly 2. Fly Away (Butterfly Reprise) (Fly Away Club Mix) Mini CD kislemez (Japán) 1. Butterfly 2. The Roof 3. The Roof (Mobb Deep Mix) 12" maxi kislemez (Hollandia) 1. Fly Away (Butterfly Reprise) (Fly Away Club Mix) 2. Fly Away (Butterfly Reprise) (Def 'B' Fly Mix) 3. Fly Away (Butterfly Reprise) 4. Butterfly |

## Helyezések
| Slágerlista (1997)                        | Legmagasabb helyezés |
| ----------------------------------------- | -------------------- |
| USA Billboard Hot 100 Airplay             | 16                   |
| USA Billboard Hot R&B/Hip-Hop Airplay     | 27                   |
| USA Billboard Mainstream Top 40           | 14                   |
| USA Billboard Rhythmic Top 40             | 8                    |
| USA Billboard Adult Top 40                | 35                   |
| USA Billboard Adult Contemporary          | 11                   |
| USA Billboard Hot Dance Music/Club Play 1 | 13                   |
| USA ARC Weekly Top 40                     | 2                    |
| Ausztrál ARIA kislemezlista               | 27                   |
| Brit kislemezlista                        | 22                   |
| Francia Top 100 kislemez                  | 43                   |
| Német kislemezlista                       | 76                   |
| Svéd Top 60 kislemez                      | 24                   |